# Rosario de Mora
Rosario de Mora é um município localizado no departamento de San Salvador, em El Salvador.